# Konstantin Poskrjobysjev
Konstantin Poskrjobysjev (ry. Константин Поскрёбышев), rysk bandyspelare, född 11 november 1978, moderklubb HK Rodina Kirov. Poskrjobysjev är nu tillbaks där.

## Klubbar
- 2010/11 Dynamo Kazan - HK Rodina Kirov,  Ryssland
- 2009/10 Dynamo Kazan,  Ryssland
- 2008/09 Dynamo Kazan,  Ryssland
- 2007/08 Raketa Kazan - Dynamo Moskva,  Ryssland
- 2006/07 Dynamo Moskva,  Ryssland
- 2005/06 HK Rodina Kirov, ,  Ryssland
- 2004/05 HK Rodina Kirov, ,  Ryssland
- 2003/04 HK Rodina Kirov, ,  Ryssland
- 2002/03 HK Rodina Kirov, ,  Ryssland
- 2001/02 HK Rodina Kirov, ,  Ryssland
- 2000/01 HK Rodina Kirov, ,  Ryssland
- 1999/00 HK Rodina Kirov, ,  Ryssland
- 1998/99 HK Rodina Kirov, ,  Ryssland
- 1997/98 HK Rodina Kirov, ,  Ryssland